# Muttiah Muralitharan
Muttiah Muralitharan (Kandy, 17 aprile 1972) è un crickettista singalese, considerato uno dei più forti ma anche più controversi lanciatori della storia di questo sport, detiene il record di 800 wicket ottenuti nel test cricket.

## Biografia
Figlio di un imprenditore locale, studiò al St Antony's College di Kandy dove iniziò a giocare a cricket. Nel 1991 viene ingaggiato dal Tamil Union Cricket and Athletic Club e già l'anno seguente debutta con la nazionale giovanile. Il debutto nel test cricket avviene nel 1992 contro l'Australia. Nel corso della sua carriera ha giocato in patria, in Inghilterra, in India ed in Australia. Si è ritirato dalla nazionale nel 2011 continuando comunque a giocare a livello di club.
Nel corso della sua carriera ha vinto due volte il Wisden Leading Cricketer in the World (2000 e 2006) ed è stato inserito due volte nella lista dei finalisti del Sir Garfield Sobers Trophy (2004 e 2006) senza tuttavia vincere il premio. Per tutta la carriera il suo modo di lanciare, incredibilmente efficace, è stato contestato poiché secondo alcuni arbitri contravveniva alle leggi del cricket, tuttavia negli ultimi anni queste polemiche si sono placate.